# West Indian Championships 1959
Die West Indian Championships 1959 im Badminton fand Mitte Oktober 1959 in Mumbai statt.

## Finalresultate
| Disziplin    | Sieger                       | Finalist                              | Ergebnis            |
| ------------ | ---------------------------- | ------------------------------------- | ------------------- |
| Herreneinzel | Erland Kops                  | Charoen Wattanasin                    | 15:13, 12:3 retired |
| Dameneinzel  | Sushila Kapadia              | Prem Prashar                          | 1:11, 11:9, 11:5    |
| Herrendoppel | Lim Say Hup Nandu M. Natekar | Kamal Sudthivanich Charoen Wattanasin | 15:6, 6:15, 18:13   |
| Damendoppel  | Sushila Kapadia Prem Prashar | Mumtaz Lotwalla Sashi Sule            | 15:10, 17:14        |
| Mixed        | Lim Say Hup Mumtaz Lotwalla  | Erland Kops Prem Prashar              | 15:12, 8:15, 15:4   |